# 강수현 (배우)
강수현(1995년 11월 4일 ~ )은 대한민국의 배우이다.

## 학력
- 원화여자고등학교 (2014년 졸업)
- 동아방송예술대학교 방송연예계열 (졸업)

## 출연작

### 드라마
- 2023년 MBC 금토드라마 《꼭두의 계절》
- 2023년 ENA 수목드라마 《낮에 뜨는 달》
- 2023년 ENA 금토드라마 《열녀박씨 계약결혼뎐》
- 2024년 Netflix 오리지널 드라마 《경성크리처》
- 2024년 tvn 월화드라마 《선재 업고 튀어》
- 2024년 KBS2 주말드라마 《미녀와 순정남》

### 연극
- 2023년 《임대아파트》 … 유까 역

## 방송 활동
- 2025년 《2TV 생생정보》